# War Medal 1939-1945

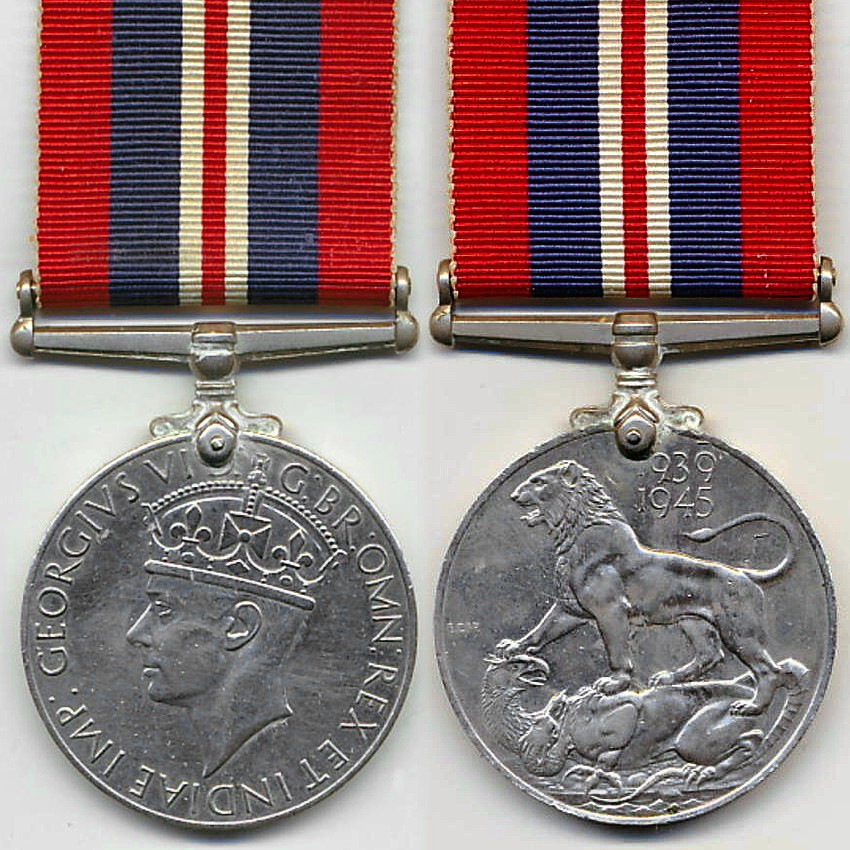

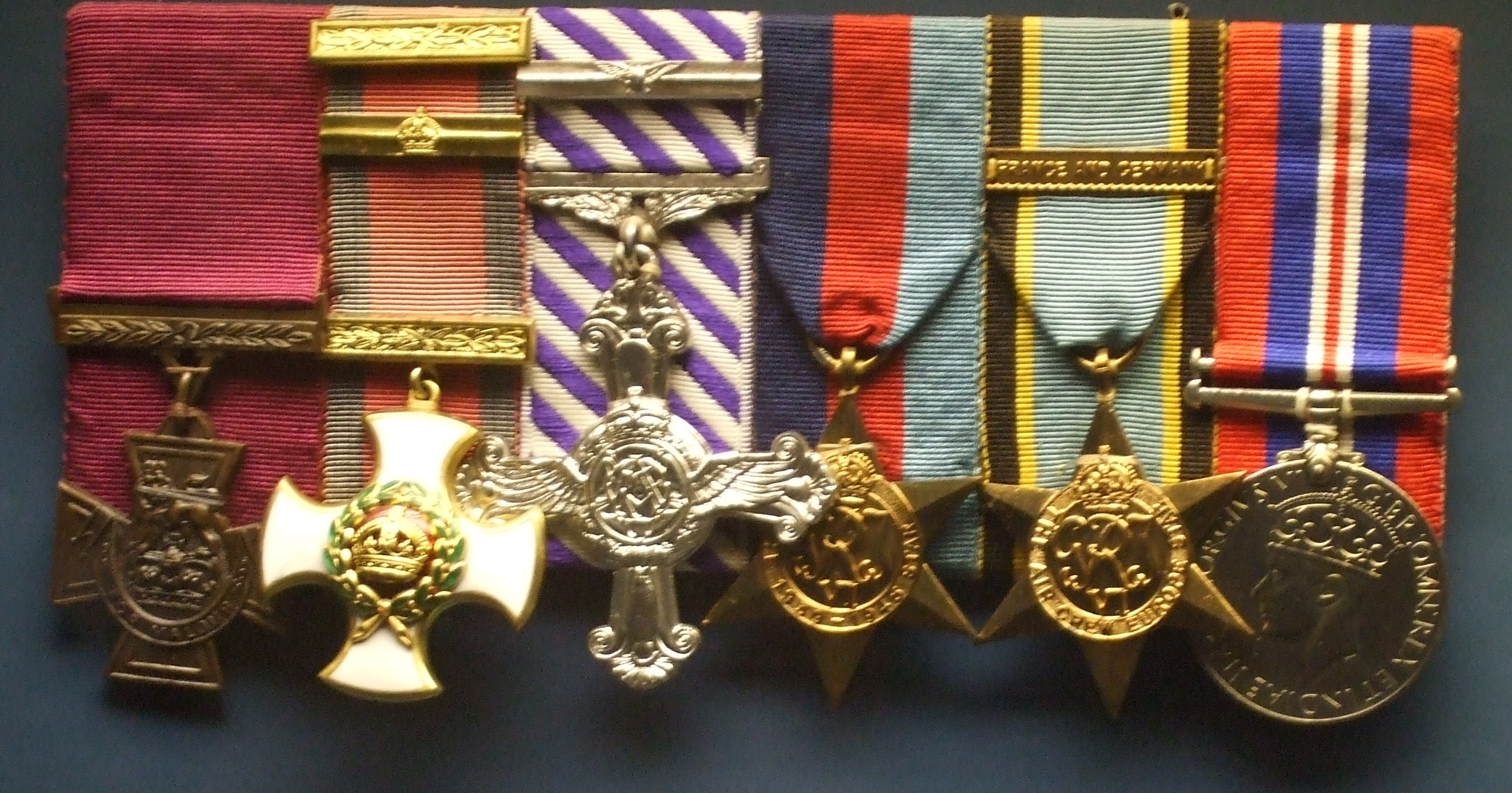
Het Victoria Cross en de DSO met gesp van Guy Gibson VC, DSO, DFC opgemaakt in de Britse hofstijl

De War Medal 1939-1945 is een Britse onderscheiding voor mensen die minimaal 28 dagen in de periode tussen 3 september 1939 en 2 september 1945 hebben gediend bij de Britse landmacht of koopvaardij.
De medaille heeft een doorsnede van 36mm en is van een koper-nikkel legering gemaakt. In Canada wordt deze medaille ook uitgereikt maar deze is van zilver gemaakt.
Op de medaille staat een afbeelding van koning George VI, op de achterkant staat een leeuw met zijn poot op een tweekoppige draak. De twee koppen stellen de oostelijke en westelijke vijanden voor.

## Decorandi (selectie)
- Robbert van Zinnicq Bergmann
- Franciszek Gruszka, piloot
- Erik Hazelhoff Roelfzema
- Lionel Colin Matthews zat gevangen in Changi
- Jonathan Rogers, commandant van Motor Torpedo Boat 698
- Bill Stone
- Nancy Wake, Brits agent SEO
- Jan van Arkel, piloot
- Robbert van Zinnicq Bergmann, piloot en hofmaarschalk